# Quemada (Burgos)
Quemada ist ein Ort und eine Gemeinde (municipio) mit 242 Einwohnern (Stand: 2024) im Süden der spanischen Provinz Burgos in der autonomen Region Kastilien-León.

## Lage und Klima
Quemada liegt in der Iberischen Meseta am Río Aranzuelo, der etwas südlich in den Río Arandillo mündet, in einer Höhe von ca. 840 m. Die Provinzhauptstadt Burgos befindet sich ca. 80 km nördlich. Das Klima ist gemäßigt bis warm; der eher spärliche Regen (ca. 525 mm/Jahr) fällt – mit Ausnahme der Sommermonate – übers Jahr verteilt.

## Bevölkerungsentwicklung
| Jahr      | 1970 | 1981 | 1991 | 2001 | 2011 | 2021 |
| Einwohner | 422  | 327  | 259  | 246  | 258  | 255  |

## Wirtschaft
Der Ort bildete vom Mittelalter bis in die erste Hälfte des 20. Jahrhunderts hinein das handwerkliche und merkantile Zentrum mehrerer Dörfer und Einzelgehöfte in der Umgebung. Heute ist – neben dem Weinbau im klassifizierten Weinbaugebiet Ribera del Duero – der Tourismus in Form der Vermietung von Ferienwohnungen die wichtigste Einnahmequelle der Gemeinde.

## Sehenswürdigkeiten
- Kirche Mariä Himmelfahrt (Iglesia de la Asunción de Nuestra Señora)
- Einsiedelei von San Roque

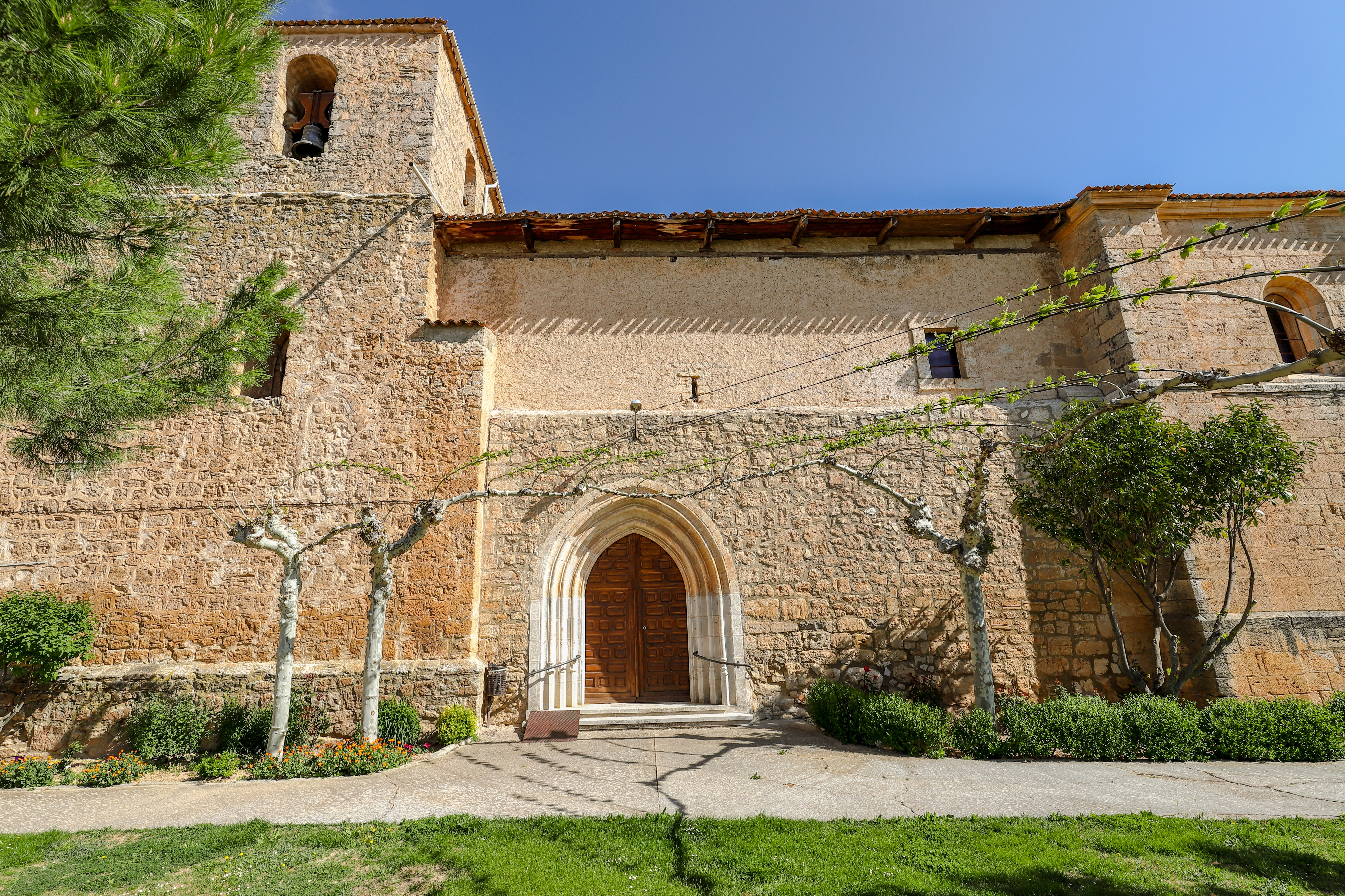
Kirche Mariä Himmelfahrt
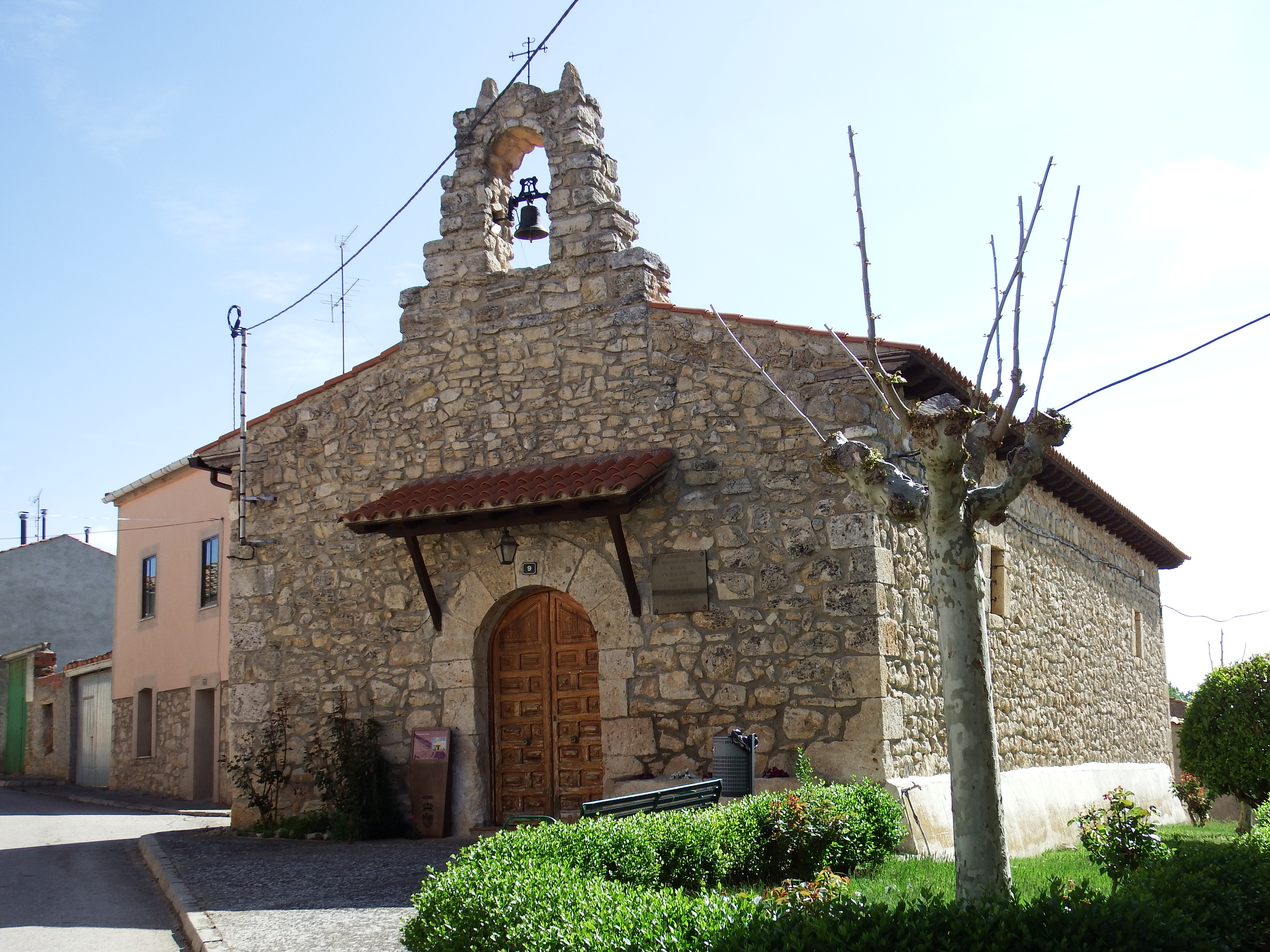
Einsiedelei von San Roque